# Pavel Kossey
Pavel Kossey (11. července 1896 Palošské Remety – ???) byl československý politik z Podkarpatské Rusi a meziválečný poslanec Národního shromáždění za Republikánskou stranu zemědělského a malorolnického lidu (agrárníky).

## Biografie
Narodil se ve vesnici Palošské Remety, jeho domovskou obcí byla Bedevla (okres Ťačiv). Vlastnil větší zemědělské hospodářství v obci Buštinský Handal (dnes Buštyno v Ťačivském rajónu). Od 1. srpna 1920 byl konceptním úředníkem politické správy na Podkarpatské Rusi, později zastával funkci okresního hejtmana v Ťačivu. Byl předsedou zdejší okresní organizace agrární strany, předsedou okresního zastupitelstva a okresního výboru. Působil i jako člen ústředního výkonného výboru agrární strany.
Profesí byl dle údajů z roku 1935 vrchním komisařem politické správy a majitelem hospodářství v Tačově.
V parlamentních volbách v roce 1935 byl zvolen do Národního shromáždění. Poslanecké křeslo si podržel do ledna 1939, kdy ho byl zbaven v důsledku rozpuštění politických stran na Podkarpatské Rusi.